# ルメリ灯台
ルメリ灯台（ルメリとうだい、トルコ語:Rumeli Feneri）は、トルコ、イスタンブール県サルイェル市（Sarıyer）のルメリフェネリ地区にある灯台であり、ボスポラス海峡の北端、黒海と交わる部分のヨーロッパ側にある。塔は高さ30メートルで、光源は海抜58メートルの高さにある。
対岸のアナトリア側にはアナドル灯台があり、2つで対を成し、ボスポラス海峡の北の入り口を示しており、黒海からの船舶に対する案内のために1834年に建てられた。1933年、100年間におよぶフランスによる灯台の事業権が終了し、灯台はトルコの管轄となった。